# Pediacus subglaber
Pediacus subglaber är en skalbaggsart som beskrevs av Leconte 1854. Pediacus subglaber ingår i släktet Pediacus och familjen plattbaggar. Enligt den finländska rödlistan är arten sårbar i Finland. Artens livsmiljö är moskogar. Inga underarter finns listade i Catalogue of Life.